# Visat, revista digital de literatura i traducció
Visat, revista digital de literatura i traducció és una revista publicada, des de l'any 2006, pel PEN Català, en format digital, que té per objecte la informació i difusió de la traducció literària d'obres de la literatura catalana a altres llengües del món, així com de la traducció al català d'obres de la literatura universal. Un dels seus objectius principals és servir d'agent de divulgació de les lletres catalanes en l'àmbit internacional, i per això dedica especial atenció a les presentacions dels autors catalans amb comentaris que sovint estan disponibles també en alemany, anglès, espanyol i francès. Aparegué el 2006, fruit de l'impuls del Comitè de Traducció i Drets Lingüístics del PEN català, des del 2004, d'un lloc web dedicat a la traducció i els traductors, assumint-ne la direcció Simona Škrabec, que en fou cap de redacció fins a l'any 2015. L'any 2016 el cap de redacció fou Ricard Ripoll, i des del 2017 n'assumiren el càrrec Joaquim Gestí i Montserrat Franquesa, aquesta darrera fins a la seva defunció l'octubre de 2021.
L'any 2016 incorporà en el seu lloc web el contingut íntegre del Diccionari de la traducció catalana, dirigit per Montserrat Bacardí i Pilar Godayol.